# Météorite de Kaidun
La météorite de Kaidun est une météorite qui est tombée le 3 décembre 1980 sur une base militaire soviétique à proximité d'Al-Khuraybah (en) au Yémen.
Cette pierre pesant environ 2 kg est d'une composition peu commune. Elle est présentée comme probablement originaire de Phobos, un des deux plus grands satellites de Mars[réf. incomplète].